# كريستوفر ماير
كريستوفر ماير (بالإنجليزية: Christopher Mayer) هو ممثل أمريكي، ولد في 21 فبراير 1954 بنيويورك في الولايات المتحدة، وتوفي في 23 يوليو 2011 بشيرمان أوكس في الولايات المتحدة.

## أعمال

### أفلام
- (1997) كاذب كاذب[2]

## وصلات خارجية
- كريستوفر ماير على موقع IMDb (الإنجليزية)
- كريستوفر ماير على موقع ألو سيني (الفرنسية)
- كريستوفر ماير على موقع قاعدة بيانات الأفلام السويدية (السويدية)
- كريستوفر ماير على موقع قاعدة بيانات الفيلم (الإنجليزية)
- كريستوفر ماير على موقع كينوبويسك (الروسية)